# Burkersdorf (Kirchberg)
Burkersdorf ist seit 1973 ein Ortsteil der Stadt Kirchberg.

## Geographische Lage
Burkersdorf liegt im Erzgebirge auf einer Höhe zwischen 400 und 450 m über NN an einem steilen Abhang zwischen dem  Hartmannsdorfer Forst und dem Rödelbachtal in Kirchberg.

## Geschichte

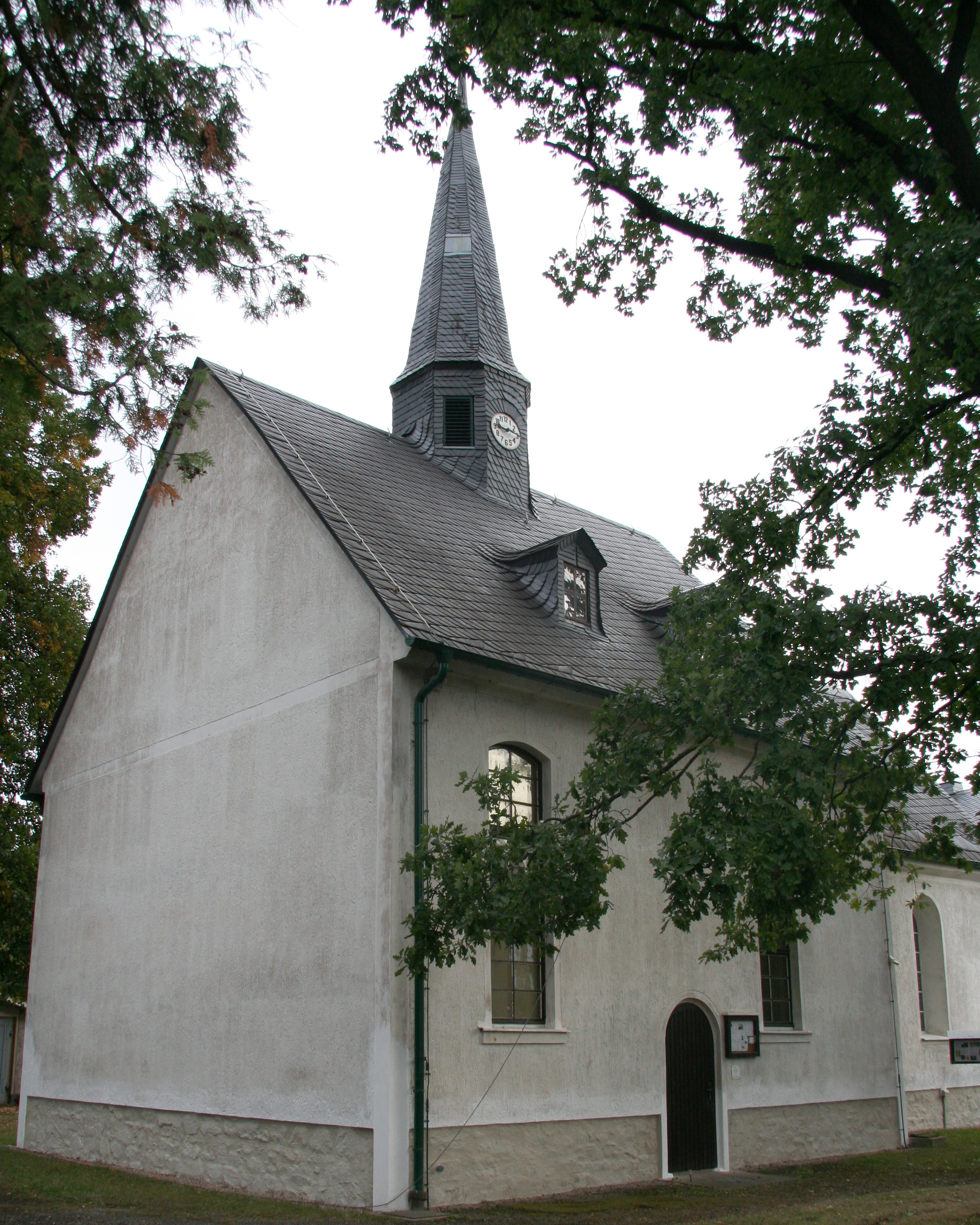
Katharinenkirche Burkersdorf

Der Ort wurde als Waldhufendorf im 13. Jahrhundert gegründet und gehörte bis 1843 zum Amt Wiesenburg und danach zum Amt Kirchberg. 1856 kam Burkersdorf zum Gerichtsamt Kirchberg und 1875 zur Amtshauptmannschaft Zwickau, dessen Nachfolger der Landkreis Zwickau ist.
1973 wurde Burkersdorf nach Kirchberg eingemeindet.

### Namensherkunft
Der Name des Ortes wird auf das „Dorf eines Burkard“ zurückgeführt.

## Öffentliche Einrichtungen

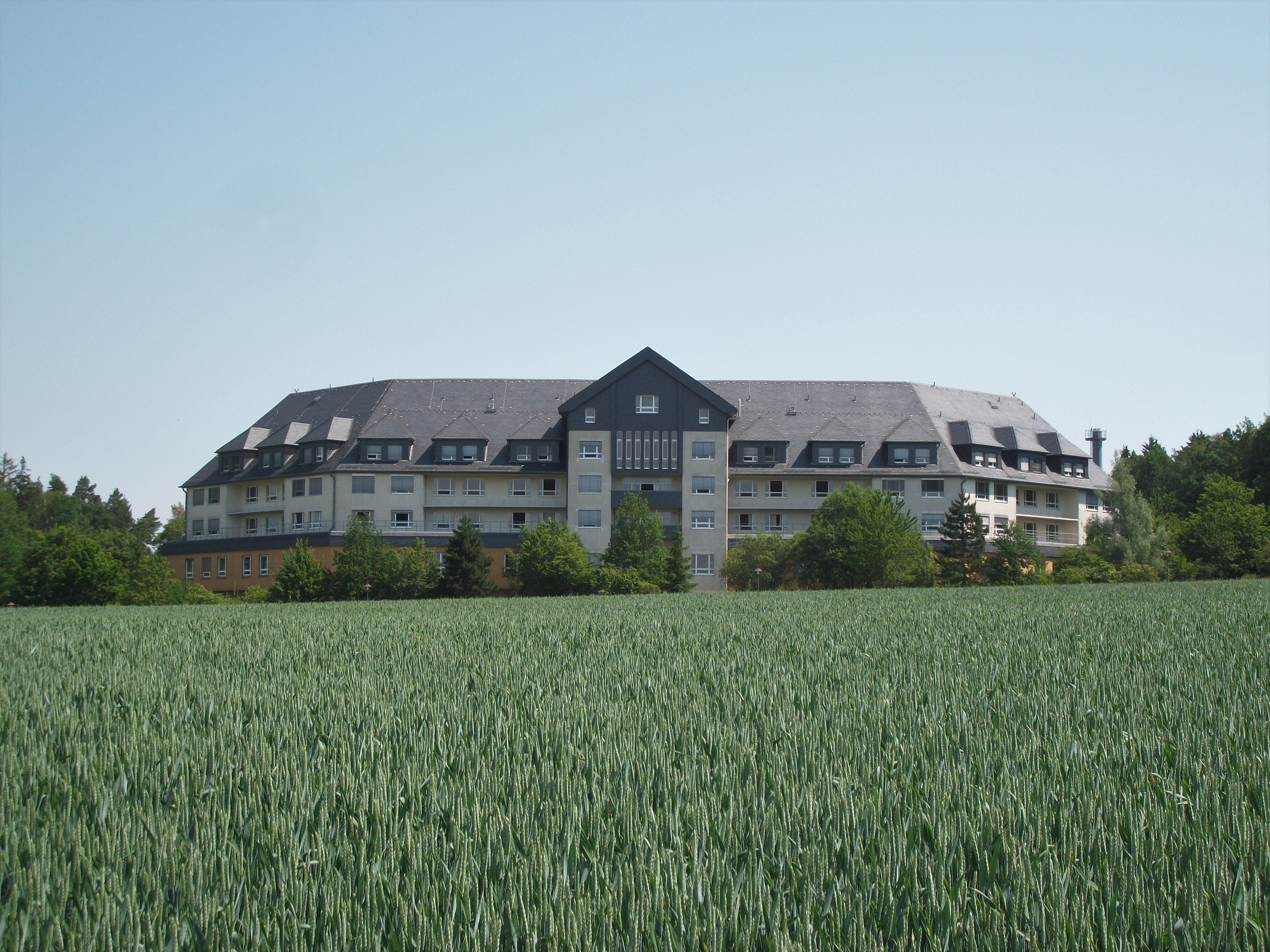
Heinrich-Braun-Klinikum, Standort Kirchberg

Das Kreiskrankenhaus Kirchberg eröffnete 1996 mit seinem Neubau im oberen Ortsteil in der Nähe des Hohen Forstes.

## Religion
Die evangelisch-lutherische St. Katharinenkirche Burkersdorf ist die Schwestergemeinde der Kirche St. Margarethen in Kirchberg. Sie wurde im 13. Jahrhundert erbaut und 1679 erneuert. In ihr befindet sich die älteste, noch läutende Glocke Sachsens, welche etwa 700 Jahre alt sein soll.

## Brauerei
In Burkersdorf war die 1867 gegründete Heckel-Brauerei beheimatet. Im Jahr 2009 wurden die Gebäude der Brauerei abgerissen.